# Cacciata dei mercanti dal tempio (El Greco Madrid)
La Cacciata dei mercanti dal tempio, chiamato anche Espulsione dei mercanti dal Tempio o Purificazione del Tempio è un dipinto del pittore cretese El Greco realizzato nel suo ultimo periodo a Toledo circa nel 1610-1614 e conservato nella Chiesa di San Genesio a Madrid in Spagna.

## Descrizione
Il tema è l'episodio evangelico della purificazione del Tempio il quale è uno dei più utilizzati nella produzione artistica di El Greco. Questa scena mostra perfettamente l'uso della prospettiva, le figure più stilizzate, i forti lampi di luce e altre caratteristiche abituali nella produzione cretese.
Sul lato sinistro dell'opera troviamo una statua identificata come Adamo sul cui piedistallo è rappresentata Cacciata dei progenitori dall'Eden.
Le figure ruotano attorno a Gesù, con scorci accentuati al massimo. L'illuminazione della scuola di pittura veneziana è notevolmente elevata da El Greco, aiutato dal figlio Jorge Manuel Theotocópuli.